# PRIDE 無差別級グランプリ 2006 開幕戦
PRIDE 無差別級グランプリ 2006 開幕戦（プライド むさべつきゅうグランプリにせんろく かいまくせん）は、日本の総合格闘技イベント「PRIDE」の大会の一つ。2006年（平成18年）5月5日、大阪府大阪市の大阪ドームで開催された。海外PPVでの大会名は、「PRIDE Total Elimination Absolute」。
本大会では無差別級グランプリの1回戦全7試合が行われた。体重無差別によるトーナメントであったが、美濃輪育久・西島洋介の2名のみヘビー級に満たない体重での参加となった。

## 大会概要
無差別級グランプリではファブリシオ・ヴェウドゥム、マーク・ハント、ジョシュ・バーネット、藤田和之、ミルコ・クロコップ、アントニオ・ホドリゴ・ノゲイラ、吉田秀彦の7名が2回戦進出を決めた。
開催から1ヶ月後の2006年6月5日にフジテレビがDSEとの契約を全面解除したことにより、本大会をもってフジテレビならびに地上波でのPRIDEの放送を打ち切り、以降のテレビ放送はスカイパーフェクTV!でのPPVに一本化した。

### 特別ルール
無差別級グランプリに限っては特別ルールが採用され、両者の体重差が20kg以上の場合、体重の軽い選手がグラウンド状態の頭部への蹴りの有無を選択することができるものとされた。このルールは第1試合のワンマッチでも適用されたが、実際に当該攻撃が禁止されたのは第3試合と第7試合のみであった。

## 試合結果
第1試合 ヘビー級ワンマッチ 1R10分、2・3R5分
○  ローマン・ゼンツォフ vs.  ギルバート・アイブル ×
1R 4:55 KO（左フック）
第2試合 無差別級グランプリ2006 1回戦 1R10分、2・3R5分
○  ファブリシオ・ヴェウドゥム vs.  アリスター・オーフレイム ×
2R 3:43 チキンウィングアームロック
※ヴェウドゥムがグランプリ2回戦進出
第3試合 無差別級グランプリ2006 1回戦 1R10分、2・3R5分
○  マーク・ハント vs.  高阪剛 ×
2R 4:15 TKO（レフェリーストップ：スタンドパンチ連打）
※ハントがグランプリ2回戦進出
第4試合 無差別級グランプリ2006 1回戦 1R10分、2・3R5分
○  ジョシュ・バーネット vs.  エメリヤーエンコ・アレキサンダー ×
2R 1:57 V1アームロック
※バーネットがグランプリ2回戦進出
第5試合 無差別級グランプリ2006 1回戦 1R10分、2・3R5分
○  藤田和之 vs.  ジェームス・トンプソン ×
1R 8:25 KO（右フック）
※藤田がグランプリ2回戦進出
第6試合 無差別級グランプリ2006 1回戦 1R10分、2・3R5分
○  ミルコ・クロコップ vs.  美濃輪育久 ×
1R 1:10 TKO（レフェリーストップ：パウンド）
※ミルコがグランプリ2回戦進出
第7試合 無差別級グランプリ2006 1回戦 1R10分、2・3R5分
○  アントニオ・ホドリゴ・ノゲイラ vs.  ズール ×
1R 2:17 腕ひしぎ十字固め
※ノゲイラがグランプリ2回戦進出
第8試合 無差別級グランプリ2006 1回戦 1R10分、2・3R5分
○  吉田秀彦 vs.  西島洋介 ×
1R 2:33 三角絞め
※吉田がグランプリ2回戦進出